# تشارلي ميتشيل (لاعب كرة قدم أمريكية أمريكي)
تشارلي ميتشيل (بالإنجليزية: Charlie Mitchell)‏ هو لاعب كرة قدم أمريكية أمريكي، ولد في 28 ديسمبر 1920 في أويلتون في الولايات المتحدة، وتوفي في 2 أبريل 1999.